# Saint-Cyr-sur-Mer
Saint-Cyr-sur-Mer é uma comuna francesa na região administrativa da Provença-Alpes-Costa Azul, no departamento de Var. Estende-se por uma área de 21,15 km². Em 2010 a comuna tinha 11 829 habitantes (densidade: 559,3 hab./km²).